# 全東北民謡選手権大会
全東北民謡選手権大会（ぜんとうほく・みんようせんしゅけん・たいかい）は、東北6県の民謡歌い手ナンバーワンを決めるコンクール大会。東北民放テレビ六社会が制作する番組で、毎年1回、9月に東北6県の加盟局持ち回りで公開録画され、10月下旬から11月上旬にかけて加盟する各局で放送される（各局放送時間は異なる）。1972年初開催。
なお、2020年は新型コロナウイルス感染症 (COVID-19) 感染拡大防止の観点から中止。2021年に第49回目が開催されたが、2022年以降は開催されなかった。

## 加盟局
- 青森放送（RAB）
- 秋田放送（ABS）

- IBC岩手放送
- 東北放送（tbc）

- 山形放送（YBC）

- 福島テレビ（FTV）

## 歴代優勝者
- 高八卦ちえこ（第14回優勝）
- 松倉雪江（第38回優勝）